# Грушинский сельский совет (Харьковская область)
Грушинский сельский совет — входит в состав Первомайского района Харьковской области Украины.
Административный центр сельского совета находится в селе Грушино.

## История
- 1918 — дата образования.

## Населённые пункты совета
- село Грушино
- село Высокое
- село Калиновка
- село Караченцев
- село Кашпуровка
- село Масловка

### Ликвидированные населённые пункты
- село Водяное